# Ковское
Ковское (укр. Ковське) — село на Украине, находится в Новоазовском районе  Донецкой области. Под контролем самопровозглашённой Донецкой Народной Республики.

## География
К юго-востоку от населённого пункта проходит граница между Украиной и Россией.

#### Соседние населённые пункты по странам света
С: Самойлово, Клинкино
СЗ: Самсоново, Витава
СВ: Кузнецы
З: Хомутово, Бессарабка, Седово-Василевка
В: —
ЮЗ: Розы Люксембург, Маркино
ЮВ: —
Ю: Щербак

## Население
Население по переписи 2001 года составляло 66 человек.

## Общие сведения
Код КОАТУУ — 1423686604. Почтовый индекс — 87630. Телефонный код — +7(856).

## История
27 августа 2014 года сепаратисты ДНР  установили контроль над населенным пунктом

## Адрес местного совета
87630, Донецкая область, Новоазовский район, с. Самойлово, ул. 60 лет Октября, 72